# Girolamo Adorno de Pallavicino
Girolamo Adorno de Pallavicino fou un patrici genovès, baró de Caprarica el 1577, senyor de Silvano d'Orba, Castelletto d'Orba, Cantalupo, Pietra, Prato, Montessoro, Pallavicino e Borgo 1577, primer comte de Silvano d'Orba Superior i Inferior i Castelletto d'Orba el 1593, consenyor de Busalla, Frassinello i Casorzo, marquès de Pallavicino i comte del Sacre Romà Imperi el 6 d'abril de 1615, marquès de Borgo, Busalla, Borgo Fornari i Pietra el 1620. Va morir l'11 de setembre de 1632.
El va succeir el seu segon fill Antoniotto Adorno de Pallavicino.